# Nicolaas Simon van Winter

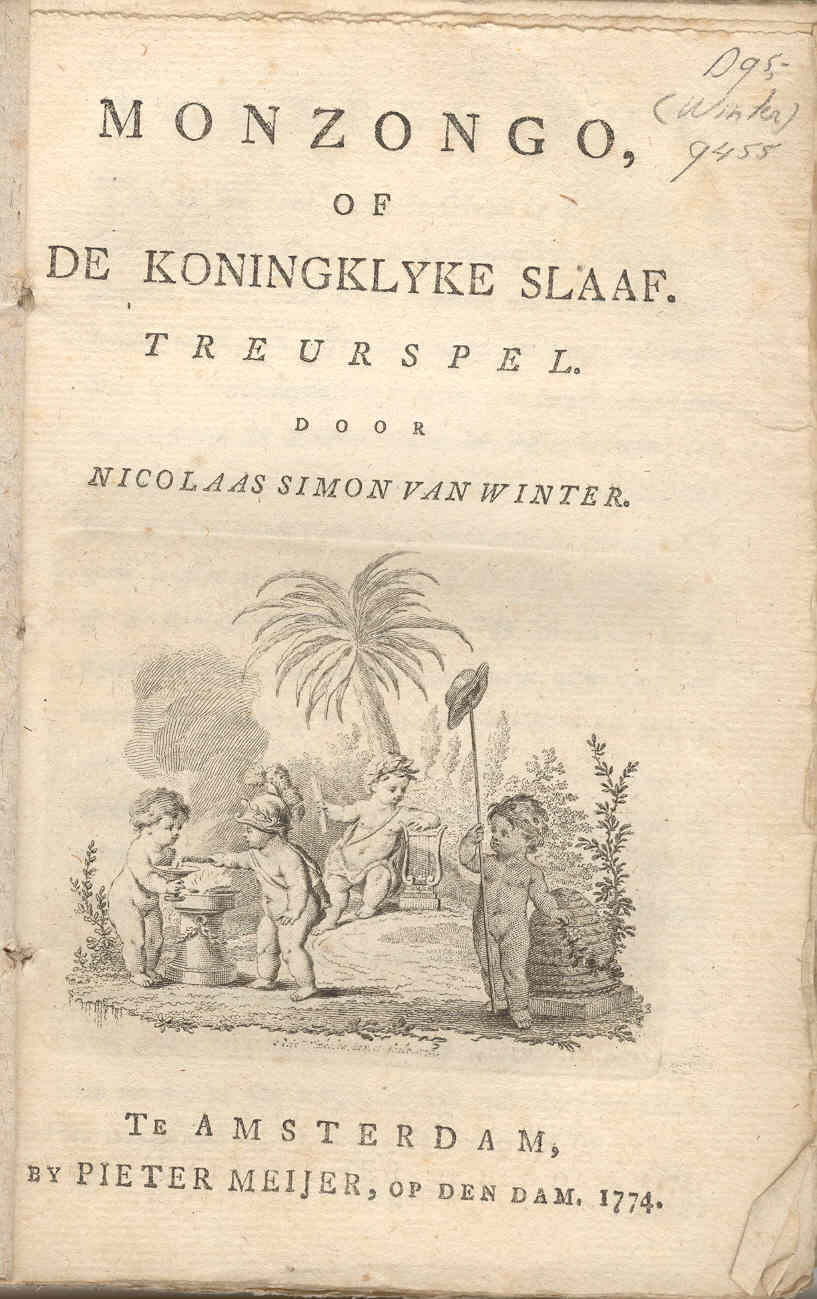
Titelsidan till Monzongo of de koningklyke slaaf av Nicolaas Simon van Winter.

Nicolaas Simon van Winter, född 25 december 1718 i Amsterdam, död 19 april 1795 på godset Eijdorp vid Voorschoten, var en nederländsk skald. Han var far till Pieter van Winter .
Winter, som var verksam som köpman i Amsterdam, ägnade sig tidigt åt författarskap. Förutom den episka dikten Kaïn en Habel (1743) författade han naturbeskrivande dikter i tidens anda, De Amstelstroom i sex sånger (1755) och den utförliga lärodikten De jaargetyden (1769) efter en prosaöversättning av James Thomsons "The Seasons", men i det hela ursprunglig och grundad på egen naturiakttagelse; därjämte två sorgespel, Monzongo of de koningklyke slaaf (1765), riktat mot slaveriet och ofta uppfört med bifall, och, under inflytande av Voltaires "Les Scythes", Menzikoff (1786), om tsar Peter den stores förskjutne gunstling Aleksandr Mensjikov, vilka han utgav tillsammans med tragedier av sin hustru, samt Gedichten en fabelen (1792). År 1768 hade som änkling ingått äktenskap med Lucretia Wilhelmina van Merken och drog sig 1780 tillbaka till godset Eijdorp.